# Druhá vláda Kazimierze Bartela
Druhá vláda Kazimierze Bartela byla vládou Druhé Polské republiky pod vedením premiéra Kazimierze Bartela. Kabinet byl jmenován prezidentem Ignacym Mościckým 8. června 1926 po demisi předchozí Bartelovy vlády, která odstoupila po zvolení Moścického prezidentem. Kabinet podal demisi již necelé čtyři měsíce po svém jmenování 24. září 1926, když Sejm dvěma jeho ministrům vyslovil nedůvěru.
V den jmenování vlády Józef Piłsudski předal premiérovi dopis, v němž uvedl podmínky, za nichž je ochoten stát se znovu ministrem vojenství. Požadoval zejména novou účinnost dekretu o organizaci nejvyšších vojenských úřadů ze 7. ledna 1921 (ten umožňoval mj. řízení Ministerstva vojenství bez kontroly vlády a Sejmu). Hned následujícího dne vláda dekret schválila. Zároveň zvýšila kompetence prezidenta.
Bartel se setkal s představiteli parlamentních klubů a deklaroval svou náklonnost parlamentarismu. Podle premiéra byl ale důležitější hospodářský rozvoj státu. Na setkání se senátory vyhlásil nutnost války s byrokracií, zavedení apolitické armády a zrušení Ministerstva veřejných prací. Prohlásil rovněž, že před květnovým převratem v Polsku nebyla demokracie, protože vládla oligarchie a vedoucí představitelé vlivných klubů.
Křesťanští demokraté 20. září 1926 podali návrh na vyslovení nedůvěry ministrům Antonimu Sujkowskému a Kazimierzi Młodzianowskému. Obviňovali je z provádění čistek ve státní správě. Premiér se radil s Piłsudským, co má dělat. Sejm ministrům vyslovil nedůvěru a Bartel podal demisi vlády. Piłsudski ale poradil prezidentovi, aby znovu jmenoval vládu se stejným složením. Takový krok sice neporušoval ústavu, ale byl zjevně antiparlamentní. Další Bartelova vláda pak vydržela jen 4 dny.

## Složení vlády
| Portfej                                    | Ministr / člen vlády                  | Strana    | Nástup do úřadu  | Odchod z úřadu  |
| ------------------------------------------ | ------------------------------------- | --------- | ---------------- | --------------- |
| Předseda vlády                             | Kazimierz Bartel                      | nestraník | 8. června 1926   | 24. září 1926   |
| Ministr vnitra                             | Kazimierz Młodzianowski               | nestraník | 8. června 1926   | 24. září 1926   |
| Ministr zahraničí                          | August Zaleski                        | nestraník | 8. června 1926   | 24. září 1926   |
| Ministr vojenství                          | Józef Piłsudski                       | nestraník | 8. června 1926   | 24. září 1926   |
| Ministr pokladu                            | Czesław Klarner                       | nestraník | 8. června 1926   | 24. září 1926   |
| Ministr zemědělství                        | Józef Raczyński (úřadující)           | nestraník | 8. června 1926   | 21. června 1926 |
| Ministr zemědělství                        | Aleksander Raczyński                  | nestraník | 21. června 1926  | 24. září 1926   |
| Ministr zemědělských reforem               | Józef Raczyński (úřadující)           | nestraník | 8. června 1926   | 20. června 1926 |
| Ministr zemědělských reforem               | Witold Staniewicz                     | nestraník | 21. června 1926  | 24. září 1926   |
| Ministr průmyslu a obchodu                 | Eugeniusz Kwiatkowski                 | nestraník | 8. června 1926   | 24. září 1926   |
| Ministr veřejných prací                    | Witold Broniewski                     | nestraník | 8. června 1926   | 24. září 1926   |
| Ministr práce a sociální péče              | Stanisław Jurkiewicz                  | nestraník | 8. června 1926   | 24. září 1926   |
| Ministr náboženství a veřejného vzdělávání | Józef Mikułowski-Pomorski (úřadující) | nestraník | 8. června 1926   | 24. září 1926   |
| Ministr náboženství a veřejného vzdělávání | Antoni Sujkowski                      | nestraník | 7. července 1926 | 24. září 1926   |
| Ministr spravedlnosti                      | Wacław Makowski                       | nestraník | 8. června 1926   | 24. září 1926   |
| Ministr železnic                           | Kazimierz Bartel                      | nestraník | 8. června 1926   | 14. června 1926 |
| Ministr železnic                           | Paweł Romocki                         | nestraník | 14. června 1926  | 24. září 1926   |